# Успенка (Донецький район)
Успе́нка — село Амвросіївської міської громади Донецького району Донецької області, Україна. Населення становить 1 478 осіб.

## Загальні відомості
На південь і схід від села проходить державний кордон між Україною і Росією (Матвієво-Курганський район Ростовської області). Розташоване на річці під назвою Кринка. Відстань до райцентру становить близько 25 км і проходить автошляхом Т 0507. За 4 км від села розташований пункт пропуску на кордоні з Росією Успенка—Матвієв Курган.
Сусідні населені пункти: на півночі — Калинове (вище за течією Кринки), Житенко; північному заході — Нижньокринське, Сергієве-Кринка (вище за течією Кринки); північному сході — Манич, Комишуваха; заході — Лисиче, Квашине; південному заході — Степне; південному заході; південному сході —  Катеринівка (нижче за течією Кринки); південному південному заході — Авіло-Успенка (Російська Федерація).
Унаслідок російської військової агресії із серпня 2014 р. Успенка перебуває на тимчасово окупованій території.

## Історія
Село постраждало внаслідок політичних репресій, вчиненого урядом СРСР у 1932—1933 роках, кількість встановлених жертв — 312 людей.
13 серпня 2014 року проросійські терористи розпочали мінометний обстріл блокпосту поблизу Успенки, старший прапорщик Сергій Стадник із товаришами були в укритті. У нього потрапила міна, старший прапорщик своїм тілом затулив від вибуху побратимів, при цьому зазнав травм несумісних із життям. 14 серпня поблизу мосту в Успенці загинув старший прапорщик Дюмін Роман Вікторович під час бойового зіткнення з групою озброєних терористів, які рухались із боку села Степне.

## Населення
За даними перепису 2001 року населення села становило 1478 осіб, із них 66,85 % зазначили рідною мову українську, 32,48 % — російську, 0,41 % — вірменську та 0,07 % — білоруську мову.

## Постаті
- Васильченко Олексій Леонідович (1982—2014) — молодший сержант ЗСУ, учасник російсько-української війни.